# Julio Juste
Julio Juste Ocaña (Beas de Segura, Jaén, 29 de agosto de 1952-Belicena, Granada, 20 de octubre de 2017) fue un pintor y artista multimedia español. Doctor en arte por la Universidad de Granada.

## Trayectoria
Se traslada muy joven a Granada, donde desarrolla sus estudios académicos y sus investigaciones de grado. A partir de 1970 realiza numerosas exposiciones individuales y colectivas, inicialmente en Granada, durante sus estudios en la Universidad y vinculadas al espacio de la misma, que se transformaban en una forma de activismo político contra la falta de libertades civiles. Desde 1980, realiza casi ininterrumpidamente exposiciones individuales en Madrid, Milán, Roma, Nueva York, Granada, Córdoba, Málaga, Sevilla, Zaragoza, San Sebastián, Santander, Santa Fe, entre otras ciudades. Simultáneamente, participa en numerosas exposiciones colectivas y de grupo, realizadas en España y otros países.
Su obra se encuentra en colecciones privadas y públicas, como Museo de Arte Abstracto Español, Fundación Juan March (Cuenca), Caja Granada (Granada), Universidad de Granada, Diputación Foral de Navarra, Diputación de Granada, Universidad Rey Juan Carlos (Madrid), Colección Banco de España, Colección BBVA, Fundación La Caixa, Grupo Editorial 16 (Madrid), The Hispanic Society of America (Nueva York) Museo Nacional Centro de Arte Reina Sofía (Madrid), Archivo Manuel de Falla (Granada), Colección Blanca Sánchez, entre otras.